# Campiglossa reticulata
Campiglossa reticulata este o specie de muște din genul Campiglossa, familia Tephritidae. A fost descrisă pentru prima dată de Becker în anul 1908. Conform Catalogue of Life specia Campiglossa reticulata nu are subspecii cunoscute.